# Scott Brooks
Scott William Brooks (31 de juliol de 1965) és un entrenador de bàsquet professional nord - americà i exjugador que és entrenador principal dels Washington Wizards de la National Basketball Association (NBA). Va jugar de guàrdia al San Joaquin Delta College i a la Texas Christian University abans de jugar els seus últims dos anys a la Universitat de Califòrnia, a Irvine. Va ser ingressat al Saló de la Fama de la UCI el 2001.

## Primers anys i universitat
Nascut a French Camp, Califòrnia, el 31 de juliol de 1965, Brooks es va graduar a l'escola secundària East Union a Manteca (Califòrnia), el 1983. Com a estudiant de primer any, va jugar bàsquet a la Universitat cristiana de Texas durant una temporada i després es va traslladar per segon any al San Joaquin Delta College de Stockton, Califòrnia, a uns 10 quilòmetres de la casa dels seus pares a Lathrop, Califòrnia. Un dels aspectes més destacats del seu any a TCU va ser assignar-li la tasca de "encapçalar" Akeem Olajuwon. Després que la propera Universitat del Pacífic li oferís un lloc de pas, va rebutjar aquesta oferta i va passar els dos anys següents a la Universitat de Califòrnia, Irvine. En la seva temporada sènior a la UCI, va fer una mitjana de 23,8 punts i va aconseguir el 43,2% dels seus intents de tres punts. La nit que el Bren Events Center es va obrir a la UC Irvine el 8 de gener de 1987, Brooks va aconseguir 43 punts quan la UCI va derrotar a Utah State, 118-96. Va marcar 41 punts en una victòria de 90–79 a la Universitat del Pacífic més tard aquesta temporada per empatar el rècord de gols del Spanos Center. Brooks va ser ingressat al Saló de la Fama de la UC Irvine el 2001 i es va retirar la samarreta número 12 el 30 de novembre de 2019.

## Carrera de bàsquet

### Jugant i carrera inicial d'entrenador
Després de no haver estat reclutat en el draft de l'NBA de 1987, Brooks va debutar professionalment amb els Albany Patroons de la Continental Basketball Association sota la direcció de Bill Musselman. Brooks va ser nomenat membre de l'equip novell de la CBA el 1988 i va formar part de l'equip del Campionat CBA d'Albany la mateixa temporada. Més tard, va jugar al Fresno Flames de la Lliga Mundial de Bàsquet.
Brooks va jugar 10 temporades (1988-1998) a l'NBA, apareixent com a membre dels Philadelphia 76ers, Minnesota Timberwolves, Houston Rockets, Dallas Mavericks, New York Knicks i Cleveland Cavaliers, i va ser membre de l'equip del Campionat de l'NBA de Houston de 1994. El 1995, va ser canviat als Mavericks per Morlon Wiley i una selecció de segona ronda en l'únic acord de termini de la temporada. Brooks va signar amb els Los Angeles Clippers abans de la temporada 1998-99, però va quedar assegut a causa d'una lesió al genoll dret. Els Clippers van renunciar a Brooks el 19 de febrer de 1999, tornar a signar i després van deixar anar Brooks l'octubre de 1999, durant la pretemporada 1999-2000. Brooks es va unir a Los Angeles stars de l'Associació Americana de Bàsquet (ABA) el 2000-2001, on va ser jugador i ajudant d'entrenador.

### SuperSonics / Thunder (2007-2015)
Després d'haver estat entrenador ajudant amb els Sacramento Kings i Denver Nuggets, Brooks va ser nomenat ajudant de PJ Carlesimo amb els Seattle SuperSonics abans de la temporada 2007-08, i va seguir l'equip a Oklahoma City com a Thunder després d'aquesta temporada. Quan Carlesimo va ser acomiadat el 22 de novembre del 2008; Brooks va ser nomenat entrenador interí la resta de la temporada. El 22 d'abril de 2009, els Thunder el van nomenar el 15è entrenador de la història de Sonics / Thunder.
Brooks va aconseguir un dels millors inicis per a un entrenador novell de la història recent de l'NBA. Va dirigir el Thunder cap als playoffs en les seves primeres cinc temporades completes amb l'equip. Va ser nomenat entrenador de l'any de l'NBA 2009-10 després de liderar els Thunder a una temporada de 50 victòries i el vuitè cap de sèrie de la Conferència Oest per als playoffs, un augment de 28 victòries respecte a la temporada anterior. L'11 de febrer de 2012, Brooks va ser nomenat entrenador de les estrelles de la Conferència Oest del Joc de les Estrelles de la NBA del 2012 a Orlando, Florida. En la curta temporada de la temporada 2011-12, de 66 partits, va dirigir els Thunder a les finals de la NBA, on finalment van perdre contra els campions de l'NBA del 2012, els Miami Heat. A la temporada baixa del 2012, els Thunder van signar a Brooks un contracte d'entrenament principal per diversos anys que, segons sembla, valia uns 18 milions de dòlars.
El 29 de gener de 2014, Brooks va ser nomenat entrenador de les estrelles de la Conferència Oest del Joc de les Estrelles de la NBA del 2014 a Nova Orleans.
El 22 d'abril de 2015, Brooks va ser acomiadat pels Thunder una setmana després que l'equip es perdés els playoffs per primera vegada en les seves sis temporades completes com a entrenador principal. Va sortir com a entrenador amb les terceres victòries en la història de Sonics / Thunder, només per darrere de Lenny Wilkens i George Karl.
Adrian Wojnarowski va informar al maig que Brooks no volia entrevistar-se per altres oportunitats d'entrenador per a la temporada 2015-16, sinó que desitjava fer un descans i tornar a connectar amb la família que viu a Califòrnia.

### Washington Wizards (2016-actualitat)

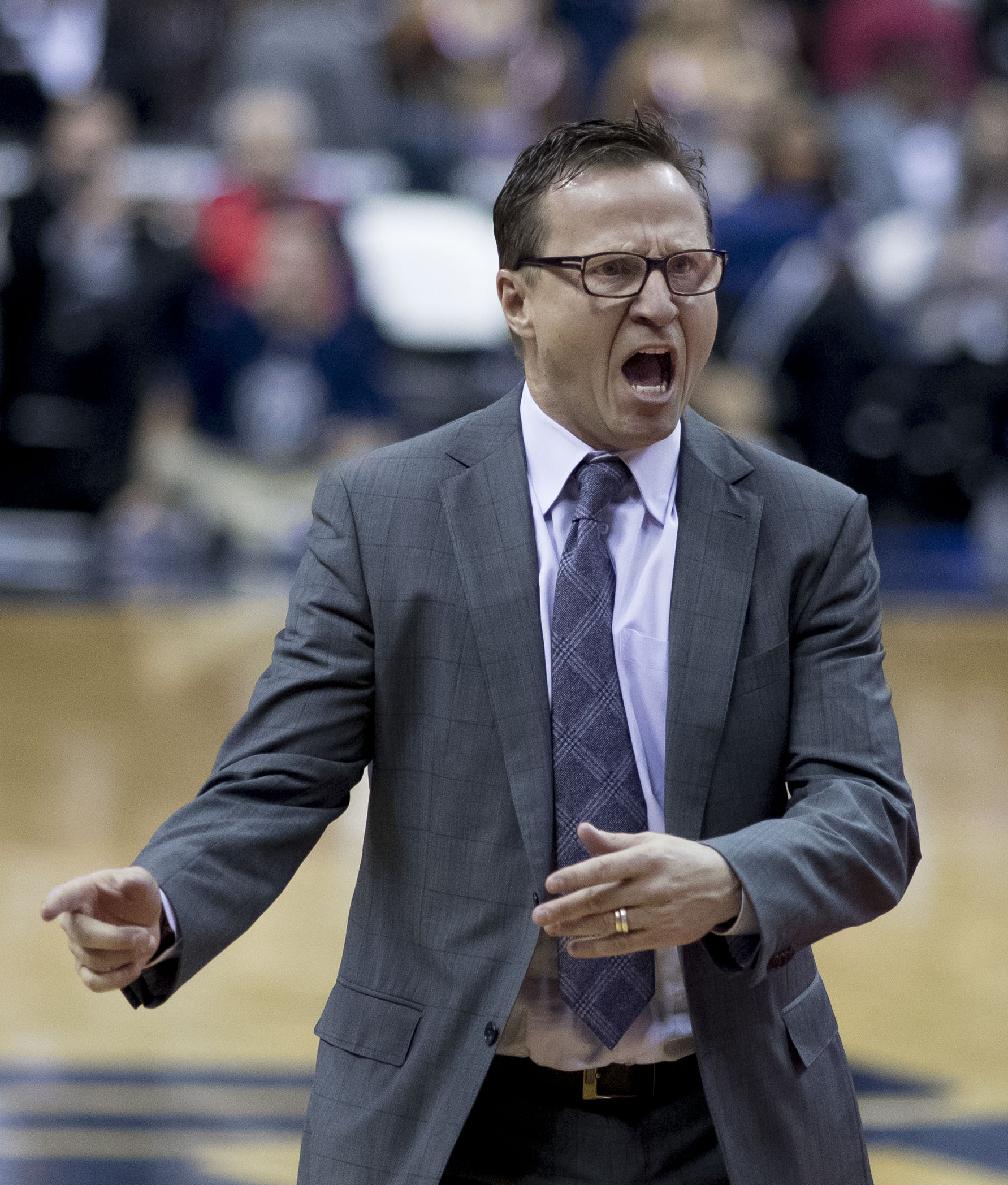
Brooks entrenant als Wizards el desembre del 2016

El 26 d'abril de 2016, Brooks va ser contractat pels Washington Wizards, convertint-se en el 24è entrenador en la història de la franquícia.
Va canviar la cultura dels mags durant la temporada baixa i es va reunir amb diversos jugadors.